# Dataismus
Dataismus (anglicky dataism nebo data-ism) je ideologie nebo také filozofický směr, představující názor, že cokoliv na světě, od nejvzdálenějších galaxií až po nejniternější lidské emoce, je měřitelné, popsatelné a uchopitelné skrze data. Dle dataismu se vesmír skládá z datových toků a hodnota každého jevu nebo prvku je určena jeho schopností zpracovávat data.

## Historie
Vznik dataismu úzce souvisí s rozvojem informačních technologií na počátku 21. století, zejména s růstem big data a jejich algoritmickým zpracováním. Pojem pravděpodobně poprvé použil redaktor a komentátor The New York Times, David Brooks ve svém článku The Philosophy of Data.

## Homo Deus
Rozsáhlejší definici a interpretaci přinesl v roce 2016 izraelský historik Juval Noach Harari v knize Homo Deus; dle Harariho se dataismus nabízí jako možná ideologie pro svět, v němž lidé ztratí svou ekonomickou a politickou sílu a v němž lidská mysl nebude představovat hybatele pokroku. Ať už v této vizi budoucnosti převládne umělá inteligence nebo modifikovaná biologická inteligence, v obou případech předčí člověka v porozumění problému a návrhu vhodnějšího řešení. Toto popření lidské výjimečnosti přinese dle Harariho úpadek dosud vládnoucího humanismu a uvolní tak prostor pro nové „datové náboženství“.